# Sarcòfag d'Hipòlit
El Sarcòfag d'Hipòlit és el nom amb el qual és conegut un sarcòfag romà de taller grec datat en la primera meitat del segle iii, de marbre, trobat el 1948 al mar, prop de la punta de la Móra, al nord de Tarragona i que es troba al Museu Arqueològic de Tarragona. Hom considera que es tracta d'una de les millors peces d'art d'aquesta època trobades mai a Catalunya.
El sarcòfag fou elaborat en el denominat estil àtic, una tendència artística pròpia del món romà que té els orígens en el segle i i es caracteritza per un fort classicisme, tant en l'estil com en la temàtica. Presenta relleus que narren el mite d'Hipòlit i Fedra, sembla que seguint els fils narratius de les tragèdies d'Hipòlit d'Eurípides i de Fedra de Sèneca.
El sarcòfag és rectangular i es troba en bon estat, si bé moltes de les figures representades es troben decapitades i mai no se n'ha trobat la tapa. Són més ben treballats els relleus de les cares frontal i de l'esquerra del vas, mentre que la posterior i la de la dreta són més esquemàtiques. Probablement, això estava relacionat amb l'emplaçament en què havia d'anar col·locat el sarcòfag.